# Федорив, Владимир Николаевич
Владимир Николаевич Федорив (укр. Володимир Миколайович Федорів; род. 29 июля 1985, Межиречье, Львовская область) — украинский футболист, защитник.

## Биография
Начал заниматься футболом в жидачовской ДЮСШ у Владимира Сапуги — старшего брата известного футболиста. На одном из турниров попал на заметку тренеру училища физкультуры, мастеру спорта Олегу Родину, пригласившему Владимира учиться во Львов. А там ему и его сверстникам — Евгению Шмакову, Максиму Фещуку — предложили подписать контракт с «Карпатами». 18 июля 2004 года дебютировал в составе клуба «Карпаты-2» во второй лиге Украины. В сезоне 2005/06 защищал цвета клуба «Галичина» (Львов).
Во время зимнего перерыва в сезоне 2008/09 решил сменить команду и, как следствие, провёл сборы не с основным, а со вторым составом «зелёно-белых». В феврале 2009 года ездил на просмотр в пермский «Амкар», где выступал его брат.
Летом 2016 года стал игроком винниковского «Руха», где провёл один сезон.

## Скандал
По решению Лозанского суда, дисквалифицирован на 3 года условно по делу о договорном матче «Карпаты» — «Металлист» сезона 2007/08.

## Достижения
- Победитель Первой лиги Украины: 2012/13

## Личная жизнь
Родители живут в Жидачове. У Владимира Федорива есть два младших брата, тоже футболисты: Виталий Федорив и Ростислав Русын (1995 г. р.).